# Goto Maki Complete Best Album 2001-2007 ~Singles & Rare Tracks~
Albums par Maki Gotō chez avex trax
ONE
(2010) Gloria
(2011)
Albums par Maki Gotō chez Piccolo Town
How to Use Sexy
(2007)
Maki Goto Complete Best Album 2001-2007 ~Singles & Rare Tracks~, ou Goto Maki Complete etc. (後藤真希 COMPLETE etc.), est le 2e album compilation en solo de Maki Gotō, sorti le 22 septembre 2010 au Japon sous le label Piccolo Town.

## Présentation
L'album est écrit et produit par Tsunku. Il atteint la 74e place du classement de l'Oricon, et reste classé pendant 2 semaines, pour un total de 1 920 exemplaires vendus. Il sort trois ans après le départ de Maki Gotō du Hello! Project et du label Piccolo Town. Gotō étant désormais sur le label concurrent avex trax, elle n'a pas fait de promotion pour ce disque, dont la plupart des titres étaient déjà parus en albums et sur la précédente compilation Premium Best 1. Il s'est très peu vendu.
C'est un double album. Le premier disque contient dans l'ordre chronologique tous les titres sortis précédemment en singles (faces A) entre 2001 et 2007 dans le cadre du Hello! Project sur son ancien label, à l'exception des titres du single "double face A" Sans Toi Ma Mie/Kimi to Itsumademo. La chanson-titre du single Ima ni Kitto... In My Life ne figure que sur cette compilation. 
Le deuxième disque contient des titres inédits, live ou rares, et des reprises déjà parues en albums à l'exception de la version en solo de la chanson I Wish du groupe Morning Musume (avec Gotō) sortie en single en 2000, et de la version en solo de la chanson Bokura ga Ikiru My Asia du groupe Morning Musume Tanjō 10nen Kinentai (aussi avec Gotō) sortie en single en 2007.

## Liste des titres
CD1
Toutes les paroles sont écrites par Tsunku.
| No  | Titre                                                                          | Musique / Arrangements            | Durée |
| --- | ------------------------------------------------------------------------------ | --------------------------------- | ----- |
| 1.  | Ai no Bakayarō (愛のバカやろう)                                                | Tsunku / Suzuki "Daichi" Hideyuki |       |
| 2.  | Afurechau... Be in Love (溢れちゃう...BE IN LOVE)                              | Tsunku / AKIRA                    |       |
| 3.  | Te wo Nigitte Arukitai (手を握って歩きたい)                                    | Tsunku / Konishi Takao            |       |
| 4.  | Yaruki! It's Easy (やる気! IT'S EASY)                                          | Tsunku / Maejima Yasuaki          |       |
| 5.  | Uwasa no Sexy Guy (うわさのSEXY GUY)                                           | Tsunku / Suzuki "Daichi" Hideyuki |       |
| 6.  | Scramble (スクランブル)                                                        | Tsunku / Suzuki "Daichi" Hideyuki |       |
| 7.  | Daite yo! Please Go On (抱いてよ! PLEASE GO ON)                                | Tsunku / Suzuki "Daichi" Hideyuki |       |
| 8.  | Genshoku GAL Hade ni Ikube! (原色GAL 派手に行くべ!)                            | Tsunku / Takahashi Yuichi         |       |
| 9.  | Sayonara no Love Song (サヨナラのLOVE SONG)                                    | Tsunku / Makaino Koji             |       |
| 10. | Yokohama Shinkirō (横浜蜃気楼)                                                 | Hatake / Nishida Masashi          |       |
| 11. | Sayonara 'Tomodachi ni wa Naritakunai no' (さよなら「友達にはなりたくないの」) | Taisei / Suzuki "Daichi" Hideyuki |       |
| 12. | Suppin to Namida. (スッピンと涙。)                                             | KAN / Suzuki Shunsuke             |       |
| 13. | Ima ni Kitto...In My LIFE (今にきっと…In My LIFE)                              | Tsunku / Suzuki Shunsuke          |       |
| 14. | Glass no Pumps (ガラスのパンプス)                                              | Tsunku / Hirata Shoichiro         |       |
| 15. | Some Boys! Touch (SOME BOYS! TOUCH)                                            | Tsunku / Tanaka Nao               |       |
| 16. | Secret (シークレット)                                                          | Tsunku / Tanaka Nao               |       |

CD2
Toutes les chansons sont écrites et composées par Tsunku, sauf titre n°5 (Chisato Moritaka / Hideo Saito), n°8 (Shin-U / Tsunku), et n°9 (Shin-U / KAN). Arrangements originaux : Shin Kōno (n°1), UZA (n°2), Takao Konishi (n°3), Hideyuki "Daichi" Suzuki (n°4, 8, 11, 12), Kōji Magaino (n°5), Yasuaki Maejima (n°6), Shoichiro Hirata (n°7), Shunsuke Suzuki (n°9), Yuichi Takahashi (n°10), AKIRA (n°13).
| No  | Titre                                                                          | Artiste original / disque d'origine                 | Durée |
| --- | ------------------------------------------------------------------------------ | --------------------------------------------------- | ----- |
| 1.  | I Wish (Solo Take Ver.) (I WISH) (ソロテイク Ver.) (version solo inédite)      | Morning Musume (single)                             |       |
| 2.  | Shall We Love? (Goto Version) (SHALL WE LOVE?) (後藤 Version)                  | Gomattō / Makking Gold 1                            |       |
| 3.  | Akai Nikkichō (Goto Version) (赤い日記帳) (後藤 Version)                       | Akagumi 4 / Makking Gold 1                          |       |
| 4.  | Shiawase Desu ka? (Goto Version) (幸せですか?) (後藤 Version)                  | Sexy 8 / 2 Paint It Gold                            |       |
| 5.  | Watarasebashi (Goto Version) (渡良瀬橋) (後藤 Version)                         | Chisato Moritaka / 3rd Station                      |       |
| 6.  | Namida no Hoshi (Alo Halo! Version) (涙の星) (アロハロ! バージョン) (live)     | Goto / Special Edition for Hawaii (2 Paint It Gold) |       |
| 7.  | Suki Sugite Baka Mitai (Goto Version) (好きすぎて バカみたい) (後藤...)        | DEF.DIVA / Premium Best 1                           |       |
| 8.  | Daite yo! Please Go On (Korean Ver.) (抱いてよ! PLEASE GO ON) (Korean Ver.)    | Goto / Premium Best 1 (édition coréenne)            |       |
| 9.  | Suppin to Namida. (Korean Ver.) (スッピンと涙。) (Korean Ver.)                 | Goto / Premium Best 1 (édition coréenne)            |       |
| 10. | Bokura ga Ikiru My Asia (Solo Take Ver.) (僕らが生きる MY ASIA...)             | Morning Musume Tanjō 10nen Kinentai (single)        |       |
| 11. | Like a Game (2006 Secret Live Ver.) (LIKE A GAME...) (version live inédite)    | Goto (Afurechau...Be in Love)                       |       |
| 12. | Love. Believe it! (2007 G-EmotionII Ver.) (LOVE。BELIEVE IT!...) (live inédit) | Goto (2 Paint It Gold)                              |       |
| 13. | Love Like Crazy (2007 G-Emotion II Ver.) (LOVE LIKE CRAZY...) (live inédit)    | Nochiura Natsumi (Renai Sentai Shitsu Ranger)       |       |